# 巴勒斯坦—阿拉伯撒哈拉民主共和國關係
巴勒斯坦－阿拉伯撒哈拉民主共和國關係，是指巴勒斯坦與阿拉伯撒哈拉民主共和國兩地之間的關係。儘管雙方並無官方上的關係，但由於雙方在歷史上的經歷相似，故雙方的人民對彼此存在好感。

## 歷史與現代關係
巴勒斯坦與阿拉伯撒哈拉民主共和國的人口結構都是以阿拉伯人為主。1970年代，西撒哈拉的瓦利·穆斯塔法·賽義德在黎巴嫩會見巴勒斯坦領導人。在該次會議上，受到以色列對巴勒斯坦的佔領，以及摩洛哥在未來可能對西撒哈拉的佔領的恐懼所影響，賽義德於後來創立了類似於巴勒斯坦解放陣線的組織——一個致力於爭取西撒哈拉完全獨立的政治軍事組織波利薩里奧陣線。此外，西撒哈拉的國旗在設計上甚至受到了巴勒斯坦國旗很大的影響。
由於兩地人民的處境相似，領土遭受以色列佔領的巴勒斯坦人也對西撒哈拉人的遭遇表示同情，雙方人民彼此對對方作出支持。此外，巴勒斯坦和西撒哈拉的鬥爭方式相似，前者針對以色列而發動游擊戰，後者則針對摩洛哥發動游擊戰術。
近年來，由於擔心巴勒斯坦人與撒哈拉人之間的交流接觸越來越頻繁和親密，摩洛哥當局開始審查一些相關組織的人員。2016年，哈馬斯禁止與西撒哈拉有聯繫的巴勒斯坦團結委員會進入加沙地區，相關人士指出，這可能是由於摩洛哥方面的強烈反對以及摩洛哥與哈馬斯之間通過了秘密協議所致。
2020年以色列-摩洛哥正常化协议后来在审查中对深化巴勒斯坦和西撒人阵之间的未来关系进行了猜测。

## 2023年以哈战争
2023 年10月10日，波利萨里奥阵线表达了对巴勒斯坦人民的支持。 10月15日，阿拉伯撒哈拉民主共和国驻阿尔及利亚大使阿卜杜勒卡德尔·塔勒布·奥马尔在阿尔及尔的西撒哈拉驻阿尔及利亚大使馆会见了解放巴勒斯坦人民阵线驻阿尔及利亚政治代表纳迪尔·卡西。 阿拉伯撒哈拉民主共和国是谴责阿赫利阿拉伯医院爆炸事件的国家之一。.